# جون إس. مكنيل
جون إس. مكنيل هو سياسي كندي، ولد في 15 يونيو 1829، وتوفي في 9 أكتوبر 1924. حزبياً، نشط في الحزب الليبرالي في نوفا سكوشا ‏. وقد انتخب عضو مجلس نواب نوفا سكوتيا.